# Jerzy Dziewiałtowski
Jerzy Dziewiałtowski herbu Trąby – marszałek Trybunału Głównego Wielkiego Księstwa Litewskiego w 1668 roku, chorąży trocki w latach 1660–1670, dyrektor trockiego sejmiku elekcyjnego 1668 roku.
Jako poseł na sejm elekcyjny województwa trockiego był elektorem Michała Korybuta Wiśniowieckiego z województwa trockiego w 1669 roku.